# Peter Gotti
Peter Arthur Gotti (15 de octubre de 1939-25 de febrero de 2021) fue un mafioso estadounidense. Fue el jefe de la familia criminal Gambino, parte de la mafia estadounidense, y hermano mayor del anterior jefe John Gotti.

## Primeros años
Gotti nació en el Bronx, Nueva York, el 15 de octubre de 1939. Era uno de los 13 hijos (dos de los cuales murieron al nacer) de John Joseph Gotti Sr. y Philomena "Fannie" DeCarlo. Los hermanos de Gotti eran John J. Gotti, el capo Gene Gotti, el capo Richard V. Gotti y el soldado Vincent Gotti. Los hermanos crecieron en East New York, Brooklyn. Gotti se casó con Catherine en 1960 y tuvo un hijo, Peter Gotti Jr. El apodo de Gotti, "One Eye", deriva de la ceguera por glaucoma en un ojo.
Alrededor de 1960, a los 21 años, Gotti comenzó a trabajar como asociado de la familia Gambino. En 1988, a la edad de 49 años, la familia nombró a Gotti como made man. John J. Gotti designó a Peter como cuidador del Bergin Hunt and Fish Club, y como chófer de John y Gene. Para 1989, Peter fue ascendido a capo. John J. Gotti no creía que Peter tuviera la capacidad de liderar la familia del crimen, lo que llevó a la reputación de Peter como "el Don más tonto".
Al igual que su padre, Gotti tenía un trabajo legítimo como trabajador de saneamiento para el Departamento de Saneamiento de la Ciudad de Nueva York. Gotti finalmente se retiró del Departamento de Saneamiento con una pensión de invalidez después de lesionarse la cabeza contra la parte trasera de un camión de la basura.

## Subida al liderazgo
En abril de 1992, su hermano, John J. Gotti Jr., fue condenado a cadena perpetua por crimen organizado y delitos relacionados. Su hermano hizo valer su prerrogativa de mantener su título de jefe hasta su muerte o jubilación, con su hijo John A. Gotti y Peter transmitiendo órdenes en su nombre. Los fiscales federales dicen que Peter se convirtió en el jefe de la organización Gambino después de que Gotti Jr. fuera enviado a prisión en 1999, y se cree que sucedió formalmente a su hermano John J. Gotti poco antes de la muerte de este último en junio de 2002.

## Condena y prisión
En junio de 2002, unos días antes de la muerte de su hermano John, Gotti fue acusado de cargos federales de crimen organizado. Durante el su juicio, los fiscales federales dieron a conocer información que revelaba que tenía un romance con Marjorie Alexander, una novia de mucho tiempo. Alexander reconoció públicamente la relación y declaró su amor por Gotti. En respuesta, Gotti reprendió a Alexander por haber provocado la publicidad y rompió todo contacto con ella. Más tarde, Alexander se suicidó en 2004. Durante este tiempo, su esposa Catherine solicitó el divorcio, que se concretó en 2006.
El 17 de marzo de 2003, Peter Gotti fue condenado por extorsión, blanqueo de dinero y actividades de chantaje centradas en los muelles de Brooklyn y Staten Island, y por el intento de extorsión al actor de cine Steven Seagal. El 15 de abril de 2004, el juez Frederic Block del Tribunal de Distrito de los Estados Unidos para el Distrito Este de Nueva York condenó a Gotti a nueve años y cuatro meses de prisión por los cargos imputados. Durante el juicio, los abogados de Gotti declararon que estaba ciego de un ojo y que sufría de tiroides, bocio, ciática, enfisema, artritis reumatoide, síndrome postconmocional y depresión.
El 22 de diciembre de 2004, Gotti fue condenado en otro juicio por cargos de crimen organizado relacionados con la extorsión en el sector de la construcción y por conspirar para asesinar al informante del gobierno y antiguo subjefe de los Gambino Sammy Gravano. El 27 de julio de 2005, el juez Richard C. Casey condenó a Gotti a 25 años de prisión por los cargos. Gotti fue encarcelado en el Complejo Correccional Federal, Butner. Su fecha de salida prevista era el 10 de septiembre de 2031.
En julio de 2011, Domenico Cefalù supuestamente sustituyó a Gotti como jefe de los Gambino.
Las solicitudes de Gotti de libertad compasiva en virtud de la Ley del primer paso, alegando su mal estado de salud, fueron denegadas: la de julio de 2019 en septiembre, y la de diciembre de 2019 en enero de 2020.
El 25 de febrero de 2021, Gotti falleció por causas naturales en el Complejo Correccional Federal de Butner, Carolina del Norte, a la edad de 81 años.